# Rakan Rushaidat
Rakan Rushaidat (Irbid, Jordan, 1977.) hrvatski je kazališni i filmski glumac jordansko-hrvatskog podrijetla.

## Životopis
Diplomirao je na Akademiji dramske umjetnosti u Zagrebu 2000. godine u klasi Joška Juvančića. Od 2004. do 2013. godine bio je član ansambla Gradskog kazališta Trešnja, a od 2013. do 2015. godine bio je član Satiričkog kazališta Kerempuh. Od 2015. do danas član je Zagrebačkog kazališta mladih.
Jedan je od najuspješnijih i najnagrađivanijih hrvatskih kazališnih glumaca, čija karijera obuhvaća više od tri desetljeća istaknutih uloga u nekim od najuspješnijih predstava suvremenog hrvatskog kazališta.
Istaknuo se u dvije velike hit-predstave redatelja Saše Anočića. Prva, Kauboji, igrala se nevjerojatnih 15 godina i ostvarila više od 600 izvedbi, uz brojne osvojene nagrade. Druga, Smisao života gospodina Lojtrice, također je bila iznimno uspješna – tijekom 15 godina igranja skupila je preko 200 izvedbi.
Rushaidat je član ansambla kultne predstave Mrzim istinu Olivera Frljića, koja se u Teatru &TD igra već punih 15 godina, uz više od 250 izvedbi.
Među njegovim ostalim uspješnim kazališnim ostvarenjima ističu se monodrama Ja, tata (red. Boris Kovačević, Teatar Exit) te Slučajna smrt jednog redatelja, za koju je napisao i dramski tekst (red. Dražen Krešić, Teatar &TD).
U Zagrebačkom kazalištu mladih (ZKM), gdje je član ansambla, Rushaidat sudjeluje u nekim od najzapaženijih predstava tog kazališta, uključujući predstave Hinkemann i Tit Andronik u režiji Igora Vuka Torbice, Eichmann u Jeruzalemu (red. Jernej Lorenci), Euforija (red. Ksenija Zec) te Jezik kopačke (red. Borut Šeparović).

## Filmografija

### Filmske uloge
- "Na mjestu događaja" (1998.)
- "Blagajnica hoće ići na more" kao navijač (2000.)
- "Veliko spremanje" kao Andrija Maček (2000.)
- Srce nije u modi kao stražar (2000.)
- Crna kronika ili dan žena kao Davor (2000.)
- Ne dao Bog većeg zla kao policajac (2002.)
- Svjedoci kao policajac (2003.)
- Onaj koji će ostati neprimijećen (2003.)
- Ispod crte kao Toni Požgaj (2003.)
- Seks, piće i krvoproliće kao Goc (2004.)
- Što je muškarac bez brkova kao Miško (2005.)
- Nije da znam, nego je tako (2006.)
- Sve džaba kao Goran (2006.)
- Rupa kao Božo (2006.)
- Ma sve će biti u redu (2008.)
- Metastaze kao Dejo (2009.)
- Crnci kao Darko (2009.)
- Koko i duhovi kao inspektor Krivić (2011.)
- Duh babe Ilonke kao Hrast (2011.)
- "Ljudožder vegetarijanac" kao Hassan Al Sadat (2012.)
- "Obrana i zaštita" kao Krešo (2013.)
- Zagonetni dječak kao inspektor Krivić (2013.)
- "Kutija" (2013.)
- "Vis-à-vis"(2013.)
- "Kratki spojevi" kao tata (2013.)
- "Kauboji" kao Miodrag P. Osmanović (2013.)

### Kazališne uloge
- Istok (2000.)
- Komšiluk naglavačke (2004.)
- Smisao života gospodina Lojtrice (2006.)
- Kauboji (2008.)
- Ja, tata! (2012.)

### Sinkronizacija
- "Monstermania" kao Steve Svemoćni / Rayburn Jr. (2021.)
- "Teletubbiesi" (6 – 7 sezona) kao Tinky Winky i razni muški likovi u igranim segmentima (2017. – 2018.)
- "Kralj lavova" (franšiza) kao Simba (2003., 2004.)
- "Mala sirena" kao Murina i Gruina (2006.)
- "Kuća monstrum" kao Žila (2006.)
- "Ninja kornjače" kao Raphael (2007.)
- "Grom" kao Grom (2008.)
- "Auti 2" kao Joško (2011.)
- "Turbo" kao Teo/Turbo (2013.)
- "Štrumpfovi 1, 2" kao Patrick Winslow (2011., 2013.)
- "Dinotopia 3" (2002.)
- "Dinotopia 2" (2002.)
- "Dinotopia" (2002.)

## Nagrade
- Nagrada hrvatskog glumišta za najboljeg mladog glumca za ulogu u predstavi Istok, 2000.
- Nagrada "Fabijan Šovagović" za ulogu u predstavi Komšiluk naglavačke.[2]
- Nagrada hrvatskog glumišta za najbolju glavnu mušku ulogu za ulogu u predstavi Smisao života gospodina Lojtrice, 2007.[2]
- Nagrada "Mladen Crnobrnja Gumbek", za glavnu ulogu u predstavi, Smisao života gospodina Lojtrice, 2007.[4]
- Trostruki dobitnik nagrade Marul festivala hrvatske drame, Marulićevi dani.
- Nagrada "Fabijan Šovagović" za najbolju mušku ulogu u predstavi, Ja, tata!, 2012.[5]
- Nagrada Zlatni smijeh "Mladen Crnobrnja Gumbek", glavna nagrada za mušku ulogu u predstavi,  Ja, tata!, 2012.[5]
- Nagrada "Fabijan Šovagović" za najbolju mušku ulogu u predstavi Kauboji, 2009.
- Nagrada "Ivo Serdar" za najbolje prihvaćenu ulogu od publike za predstavu Kauboji na Danima Satire, 2009.

## Vanjske poveznice
- Rakan Rushaidat – Teatar.hr
- Rakan Rushaidat u internetskoj bazi hrvatskih sinkronizacija